# Daitō-ryū Aiki-jūjutsu
Daitō-ryū Aiki-jūjutsu (jap. 大東流合氣柔術; bis 1922  Daitō-ryū Jūjutsu (大東流柔術), kurz: Daitō-ryū) ist eine traditionelle, dem Jiu Jitsu verwandte Kampfkunst, welche angeblich auf den aus kaiserlicher Linie stammenden General Minamoto no Yoshimitsu zurückgehen soll. Das Kampfsystem, benannt nach Yoshimitsus Wohnsitz, wurde später unter der Bezeichnung Daitō-ryū bekannt. Die Kunst wurde vorgeblich über mehrere Jahrhunderte innerhalb des Takeda-Zweiges des Minamoto-Geschlechts als Familiengeheimnis tradiert. Zum Ende des 19. Jahrhunderts wurde das Daitō-ryū durch Takeda Sōkaku erstmals öffentlich unterrichtet.
Sagawa Yukiyoshi (1902–1998) zählte zu den frühesten Schülern von Sōkaku Takeda und gilt als wohlbekannter Daitō-ryū-Meister. Horikawa Kodo (1895–1980) und Hisa Takuma (1896–1980) und Toshimi ‘Hosaku’ Matsuda (kyoju-dari 1929) lernten ebenfalls unter Sōkaku. Sein zweitgeborener Sohn, Takeda Tokimune (1916–1993), begründete 1953 in Abashiri auf Hokkaidō das Daitō-ryū Aikibudō Haupt-Dōjō mit einer umfangreichen Bibliothek. Tokimunes Schüler Kondō Katsuyuki (近藤 勝之; * 1945) lehrt heute als „Oberhaupt in Vertretung“ (sōke-dairi) Daitō-ryū in Tōkyō.
Einer der prominentesten Schüler von Sōkaku war Ueshiba Morihei, der Begründer des modernen Aikidō. Dieser trainierte zwischen 1915 und 1922 unter Sōkaku, bis er die kyōjū-dairi genannte Lehrlizenz erhielt (zur damaligen Zeit die höchste Auszeichnung). Ueshiba modifizierte die Techniken des Daitō-ryū und verknüpfte sie mit seinen Kenntnissen anderer Stilrichtungen (ryūha), wie der Yagyū Shingan-ryū oder der Tenjin Shinyō-ryū. Daraus entwickelte er zunächst ein System mit der Bezeichnung Aikibudō, um schließlich mit dem Schwergewicht auf spirituelle Aspekte das Aikidō zu stiften. Heutzutage werden Daitō-Ryū und Aikibudō weltweit von einer vergleichsweise kleinen Gemeinschaft praktiziert.
Ebenfalls unter Sōkaku studiert haben soll Choi Yong-Sul, der Begründer des Hapkido.